# Albert I de Brandenburg
Albert I de Brandenburg (1106 - Ballenstadt, 19 de novembre de 1170), anomenat «l'Ós» a causa del seu valor, i «l'Hermós», pels historiadors més moderns, for marcgravi de Brandenburg de la casa d'Ascània.
Va romandre sempre fidel a l'emperador i l'acompanyà el 1132 a Itàlia, en premi del qual en morir en aquella guerra Conrad de Plötzkau, marcgravi de la Marca septentrional, el succeí, rebent la investidura en la dieta de Halberstadt (1134). Els seus nous Estats abraçaven el territori de la vora esquerra del riu Elba i conquerien de mica en mica les tribus eslaves.
Es dedicà a germanitzar el país i convertir als wends al cristianisme. El 1136 s'apoderà de Priegnitz, adquirí la Zanche del príncep wend Pribislav de Brandenburg i fou instituït hereu de la resta del principat (Havelland). El 1138 s'adherí al partit del rei Conrad III, de la casa Staufen, elegit pels prínceps d'Alemanya del Sud, i després de la prescripció d'Enric X, l'Orgullos, li fou conferit el feu de Saxònia, en el que no va poder sostenir-se, veient-se obligat a abandonar-lo i a refugiar-se al cantó de Conrad III.
En la Pau de Frankfurt (1142) renuncià al Ducat de Saxònia, rebent en canvi les seves terres hereditàries i a la Marca septentrional, en qualitat de feu immediat de l'Imperi, i potser llavors fou ja anomenat arxicamarlenc. Des de llavors es dedicà amb resultats excel·lents resultats a la colonització del país dels wends amb masovers holandesos. El 1147 capitanejà una croada contra aquell poble; el 1150 assolí el Brandenburg i el Havelland per la mort de Privislav, prenent des de llavors definitivament el títol de marcgravi de Brandenburg, títol que abans havia usat en contades ocasions.
Després va conquerir Plötzkau en una campanya contra Enric el Lleó (1150-1152), i aconseguí sufocar (1157) la revolta de Saczo, parent de Pribislav. Llavors torna a establir els bisbats d'Havelberg i de Brandenburg, funda en la Marca l'ordre dels premonstratencs cimentant així el predomini del cristianisme.
Fundà ciutats alemanyes, entre elles Berlín i Frankfurt de l'Oder, i afavorí la immigració de la petita noblesa alemanya, la que, junt als masovers holandesos, foragità aviat als wends fins a la terra baixa. El marcgravi organitzà i regí els seus Estats com a senyor i jutge suprem, quasi independent de l'autoritat imperial; dividí el país en prebostats i els seus treballadors, en particular els prebost, administraren segons dret i usatges alemanys, convertint d'aquesta forma la Marca eslava en un país germànic.
El 1159 anà en peregrinació a Terra Santa, acompanyat de la seva esposa Sofia de Winzenbourg. Assistí a la destrucció de Milà (1162); el 1164 lluità junt l'Enric el Lleó, contra els obotrites i formà part, des del 1166 fins a 1169, de la Lliga dels prínceps contra l'Enric el Lleó. Les llegendes germàniques associen el nom d'Albert amb el dels Enric el Lleó i Frederic Barba-roja, dient que tots tres junts eren capaços de convertir al món.
En Albert, el colonitzador, avantatjà sempre al conqueridor. El seu cos fou soterrat en l'església de Sant Pancraç de Ballenstadt, que ell havia edificat. Deixà dues filles i set fills, dels quals Otó el succeí en la Marca de Brandenburg; Bernard en el d'Anhalt, i més tard en el ducat de Saxònia; Dietrich heretà els béns de la seva àvia Eilica, i Germà els de Orlamünde procedents així mateix d'una herència. El seu net, Albert II, fill Otó I, governà la Marca des de 1205 a 1220.